# High Speed
«High Speed», es la canción número 8 del álbum debut de Coldplay, Parachutes. La canción también aparece como la cuarta pista del EP The Blue Room.
La canción fue una de las primeras escritas por la banda, siendo presentada en el primer concierto que dieron el 16 de enero de 1998 en Laurel Tree, Londres. Durante ese concierto la banda aún se llamada Starfish.
La canción se grabó originalmente para el EP The Blue Room, decidiéndose ocupar la misma versión en su primer LP. Solamente se ha tocado en vivo durante la gira de promoción de Parachutes y en los primeros conciertos previos a esta gira, siendo la única ocasión que se le tocó posterior a esto, en la presentación dada el 16 de febrero de 2007 en Santiago de Chile.